# Gerbillus burtoni
Gerbillus burtoni là một loài động vật có vú trong họ Chuột, bộ Gặm nhấm. Loài này được F. Cuvier mô tả năm 1838.